# Faitala Moleka
Pas d'image ? Cliquez ici

a Compétitions nationales et continentales officielles uniquement.

b Matchs officiels uniquement.
Dernière mise à jour le 16 avril 2025.
Faitala Moleka, née le 29 janvier 2005 à Sydney (Australie), est une joueuse internationale australienne de rugby à XV évoluant aux postes de demi d'ouverture et d'arrière.

## Biographie
Faitala Moleka naît le 29 janvier 2005 à Sydney en Australie.
Faitala Moleka joue en 2023 au club des Brumbies.
À l'automne 2023, elle participe en Nouvelle-Zélande au WXV sous les couleurs de l'Australie.

## Palmarès
- Vainqueur du WXV 2 en 2024.